# Buszkowice (województwo podkarpackie)
Buszkowice – wieś w Polsce położona w województwie podkarpackim, w powiecie przemyskim, w gminie Żurawica.
Wieś położona była na przełomie XVI i XVII wieku w powiecie przemyskim ziemi przemyskiej województwa ruskiego.
| SIMC    | Nazwa   | Rodzaj    |
| ------- | ------- | --------- |
| 0613642 | Przerwa | część wsi |

W miejscowości znajduje się kościół, dawniej cerkiew, obecnie przebudowany, szkoła podstawowa (tysiąclatka), plaża nad Sanem, fabryka mebli.

## Historia
Według heraldyka Adama Bonieckiego, ruski szlachcic Hleb Dworskowicz herbu Korczak w 1375 otrzymał od ks. Władysława Opolczyka wieś Biskowicze (obecnie Buszkowice).
Według innych danych pierwsza wzmianka o wsi pochodzi z XVI wieku. Istniał tutaj dwór obronny, należący do ówczesnych właścicieli wsi, Ligęzów. W 1600 na dwór napadł Jan Krasicki, który po zdobyciu dworu sam zabił właściciela, Stanisława Ligęzę. Kolejnymi właścicielami wsi byli Trawińscy, następnie Korniaktowie herbu Krucini, a na początku XIX wieku Sapiehowie.
W okresie I wojny światowej w miejscowości znajdowało się lotnisko do napełniania wodorem balonów zwiadowczych, wykorzystywanych w walkach o Twierdzę Przemyśl, przeniesione tu po zniszczeniu lotniska w pobliskiej Żurawicy.
W II Rzeczypospolitej wieś w powiecie przemyskim w województwie lwowskim.
W 1939 nacjonaliści ukraińscy z OUN-UPA zamordowali tutaj 5 żołnierzy Wojska Polskiego.
W latach 1954–1959 wieś należała i była siedzibą władz gromady Buszkowice, po jej zniesieniu w gromadzie Żurawica. W latach 1975–1998 miejscowość administracyjnie należała do województwa przemyskiego.